# Thomas von Imbroich
Thomas von Imbroich (* um 1533 in Imgenbroich; † 5. März 1558 in Köln) war eine führende Persönlichkeit der rheinländischen Mennoniten im 16. Jahrhundert.

## Leben und Wirken
Thomas von Imbroich wurde wahrscheinlich 1533 in Imgenbroich bei Aachen geboren. Als Buchdrucker kam Imbroich 1554 nach Köln, wo er sich den Mennoniten anschloss und bald führend in der rheinländischen Täuferbewegung tätig war. Am 23. Dezember 1557 wurde er verhaftet und nach Folter am 5. März 1558 mit nur 25 Jahren in Köln enthauptet.
Noch im Gefängnis schrieb Thomas von Imbroich ein als Verteidigungsschrift konzipiertes umfassendes Glaubensbekenntnis, das aus der Haft geschmuggelt werden konnte und anschließend große Verbreitung fand. Im Jahr 1579 wurde es auch ins Niederländische übersetzt. In seinem Bekenntnis setzt sich der junge Imbroich theologisch mit der Säuglingstaufe auseinander und verteidigt seine Glaubenstaufe. Neben dem Glaubensbekenntnis verfasste Thomas von Imbroich auch sieben umfassende Sendbriefe. Die erste Ausgabe seines Glaubensbekenntnisses erschien unter dem Titel Ein schöne bekanntnus eines frommen und Gottliebenden Christen samt etlichen Sendbrieffen und Christliche Ermanungen auss heiliger Schrift seiner Hausfrauen und Brűdern auss der Gefängnus geschrieben. Sein Glaubensbekenntnis wie seine sieben Sendbriefe wurden 1702 in dem Buch Güldene Äpfel in silbernen Schalen abgedruckt. Einen Ausschnitt seines Glaubensbekenntnisses findet sich auch im 1660 erstmals erschienenen Märtyrerspiegel. Auch im Ausbund findet sich eine Zusammenfassung des Bekenntnisses. Ein gegen täuferische Schriften gerichtetes Edikt des Jülicher Herzogs Wilhelm aus dem Jahr 1560 scheint direkt auf der großen Verbreitung seines Glaubensbekenntnisses zu beruhen.